# Sitio de Alaró (1231)
El sitio de Alaró fue una de las batallas de la Cruzada contra Al-Mayurqa de Jaime I el Conquistador.

## Antecedentes
Después del Asedio de Madina Mayurqa y el asesinato del último valí musulmán de Mayurqa, Abu-Yahya Muhammad ibn Ali ibn Abi-Imran at-Tinmalali, Abu Hafs ibn Sayrî huyó a las montañas donde reunió 16 000 supervivientes de la masacre que siguió a la caída de Madina Mayurqa. La insurrección mayurquina se fortificó en los castillos de Alaró, Pollensa, Santueri. así como en la Sierra de Tramuntana, donde los mayûrquins coronaron como nuevo caudillo y señor a Xuiap de Xivert. El rey volvió a Cataluña en noviembre de 1230.

## El asedio
En 1231, durante la segunda expedición de Jaime I el Conquistador sobre Mallorca, y después de la muerte de Abu Hafs ibn Sayrî y sus seis mil hombres en febrero en la Sierra de Tramuntana, Xuiap optó per tratar la rendición de la siguiente manera: a su favor ell y a otros cuatro de su linaje, hacienda en Mallorca, caballos, armas, un rocín y mulas; para los sarracenos que se atenieran al trato, derecho a poblar las tierras que se habían expropiado por el rey (medietas regis); aquellos que no lo obedecieran, restarían a la merced del rey.

## Consecuencias
Cerca de 2.000 sarracenos mayûrquins se negaron a cumplir estas condiciones y se refugiaron en el Castillo de Pollensa, que fue asediado, muriendo así el caudillo mallorquín Abu-Alí Úmar.